# Plectranthus lucidus
Plectranthus lucidus là một loài thực vật có hoa trong họ Hoa môi. Loài này được (Benth.) van Jaarsv. & T.J.Edwards miêu tả khoa học đầu tiên năm 1997.